# اماکوئکا
اماکوئکا (به اسپانیایی: Amacueca) یک منطقهٔ مسکونی در مکزیک است که در خالیسکو واقع شده‌است.

## خصوصیات
اماکوئکا ۱۳۱٫۷۹ کیلومترمربع مساحت و ۵٬۰۶۵ نفر جمعیت دارد.